# Saint Charles (Missouri)
Pour les articles homonymes, voir Saint-Charles.
Saint Charles est une ville du comté de Saint Charles dans l'État du Missouri aux États-Unis, située au nord-ouest de Saint Louis, le long du Missouri.
C'est l'une des deux plus anciennes villes à l'ouest du Mississippi : elle fut fondée en 1765 sous le nom de Les Petites Côtes, par Louis Blanchette, un explorateur canadien-français qui faisait le commerce de fourrures. Elle fut la dernière halte « civilisée » de l'expédition Lewis et Clark. De 1821 à 1826, elle fut la première capitale de l'État du Missouri. Elle est le site du sanctuaire de sainte Rose Philippine Duchesne. 
Saint Charles est également le siège de l'université Lindenwood (en).

## Histoire

### Louis Blanchette
Louis Blanchette était un Canadien-français  qui voyageait à travers les Amériques, par goût de l'aventure, dit-on. Selon l'ouvrage de Menra Hopewell, Legends of the Missouri and Mississippi ; trois volumes ; Londres ; Beadle & Adams ; 1862-3 :

« En l'année 1765, un Français, appelé Blanchette, chasseur, animé par l'amour de l'aventure qui caractérise tous ceux qui vécurent une existence mouvementée et sans répit, remontait le Missouri, avec quelques hommes, dans le but de fonder une colonie dans ce qui était alors une contrée sauvage. »

Selon la vision plutôt romantique de Menra Hopewell, Louis Blanchette rencontra un autre français (Bernard Guillet) sur le site de Saint Charles en 1765. Blanchette, déterminé à s'installer sur ce site, demanda à Guillet, qui était devenu chef d'une tribu Lakota, s'il avait donné un nom à ce lieu.
« "Je l'ai nommé Les Petites Côtes", répondit Bernard, "à cause des flancs des collines que vous voyez ici" ».
« "C'est ainsi qu'il s'appellera", dit Blanchette, "car il est l'écho de la nature — beau de par sa seule simplicité" ».
En 1769, Blanchette s'installa en ce lieu, alors sous l'autorité du gouverneur espagnol de Haute-Louisiane, et servit en tant que chef civil et militaire jusqu'à sa mort en 1793. À cette époque il n'y avait sans doute guère plus d'une douzaine de constructions. Bien que la colonie fût sous autorité espagnole, la plupart des colons étaient français.

### San Carlos
La première église, bâtie en 1791, fut dédiée à San Carlos Borromeo, et la ville fut bientôt connue sous le nom de San Carlos del Misuri : « Saint Charles du Missouri ». Cette église fut détruite par une tornade en 1916.

### Daniel Boone

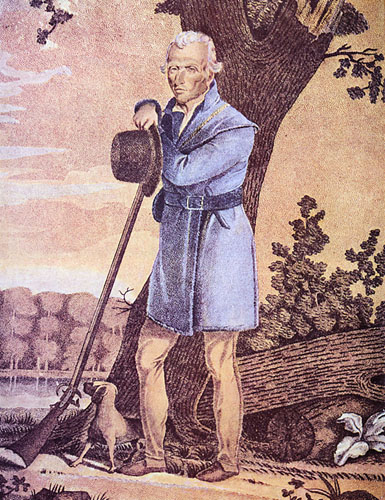
Daniel Boone

Les premiers colons d'origine anglo-saxonne nés en Amérique, à s'établir dans la région furent Daniel Boone et sa famille. Le Lieutenant-Gouverneur espagnol Carlos de Hault de Lassus le nomma commandant du district de Femme Osage, poste qu'il occupa jusqu'à ce que le gouvernement des États-Unis prenne le contrôle de la région en 1804, lors de la vente de la Louisiane par Napoléon. Le nom de la ville fut alors anglicisé et devint Saint Charles.

### Lewis et Clark
William Clark arriva à Saint Charles le 16 mai 1804, avec quarante hommes et trois bateaux. Ils y firent leurs derniers préparatifs alors qu'ils attendaient Meriwether Lewis qui venait de Saint Louis. Ils participèrent à des dîners, et des bals dans une ville hospitalière très excitée de recevoir les explorateurs.
Lewis arriva le 20 mai et l'expédition embarqua le jour suivant sur un bateau à 15 heures 30. Saint Charles fut la dernière ville américaine qu'ils visitèrent lors des deux ans et demi qu'allait durer leur expédition.

### Capitale de l'État
Lorsque le Missouri obtint son statut d'État en 1821, on décida de bâtir la « Cité de Jefferson » au centre de l'État afin d'en faire la capitale, négligeant alors les abords du Missouri. Mais comme cette région centrale était alors quasi déserte, une capitale temporaire fut indispensable. Saint Charles fut choisie parmi huit autres villes en compétition pour abriter le capitole temporaire. Le gouvernement du Missouri se réunira là jusqu'à ce que Jefferson City soit prête en 1826.

### Immigration allemande
Un Allemand, Gottfried Duden, visita la région en 1824. Il avait comme guide Daniel Boone. Il écrivit beaucoup sur la vie dans le comté de Saint Charles lors de l'année qu'il passa ici. Ces écrits furent publiés après son retour en Allemagne en 1829. Sa bonne impression des lieux amena une forte immigration allemande en 1833. Le premier colon allemand de la région fut sans doute Louis Eversman, qui arriva avec Gottfried Duden, mais décida de rester.

## Démographie
D'après un recensement de 2005, la population de Saint Charles s'élevait à 62 304 personnes, en 2000 celle-ci n'était que de 60 321 dont 24 210 ménages et 15 324 familles.
Le United States Census Bureau a établi que la répartition communautaire de la population était la suivante :
| Communauté                                    | Pourcentage de la population |
| --------------------------------------------- | ---------------------------- |
| Blancs                                        | 93,28 %                      |
| Afro-américains                               | 3,48 %                       |
| Asiatiques                                    | 1,01 %                       |
| Amérindiens                                   | 0,27 %                       |
| Insulaires du Pacifique                       | 0,04 %                       |
| Autres communautés                            | 0,73 %                       |
| Personnes appartenant à plus d'une communauté | 1,19 %                       |
| Hispaniques                                   | 1,97 %                       |

Sur les 24 210 ménages, 30,1 % ont un enfant de moins de 18 ans, 49,4 % sont des couples mariés, 10,2 % n'ont pas de maris présents, et 36,7 % ne sont pas des familles. 29,6 % de ces ménages sont faits d'une personne dont 9,1 % d'une personne de 65 ans ou plus.
| Tranches d'âge  | Pourcentage de la population |
| --------------- | ---------------------------- |
| moins de 18 ans | 23,4 %                       |
| de 18 à 24 ans  | 12 %                         |
| de 25 à 44 ans  | 30,5 %                       |
| de 45 à 64 ans  | 22 %                         |
| 65 ans ou plus  | 11,2 %                       |

L'âge moyen est de 35 ans. Pour 100 femmes il y a 96,3 hommes. Pour 100 femmes de 18 ans et plus il y a 93,7 hommes.
Le revenu moyen d'un ménage est de 47 782 $, et celui d'une famille de 60 175 $. Les hommes ont un revenu moyen de 40 827 $ contre 27 778 $ pour les femmes. Le revenu moyen par tête est de 23 607 $. Près de 4,6 % des familles et 6,3 % de la population vit en dessous du seuil de pauvreté, dont 8,1 % de ceux en dessous de 18 ans et 5,9 % de ceux de 65 et plus.

## Jumelage
- Ludwigsburg (Allemagne) depuis le 6 juillet 1996